# Альтбах
Альтбах (нем. Altbach) — община в Германии, в земле Баден-Вюртемберг.
Подчиняется административному округу Штутгарт. Входит в состав района Эслинген.  Население составляет 5840 человек (на 31 декабря 2010 года). Занимает площадь 3,35 км².

## Фотографии

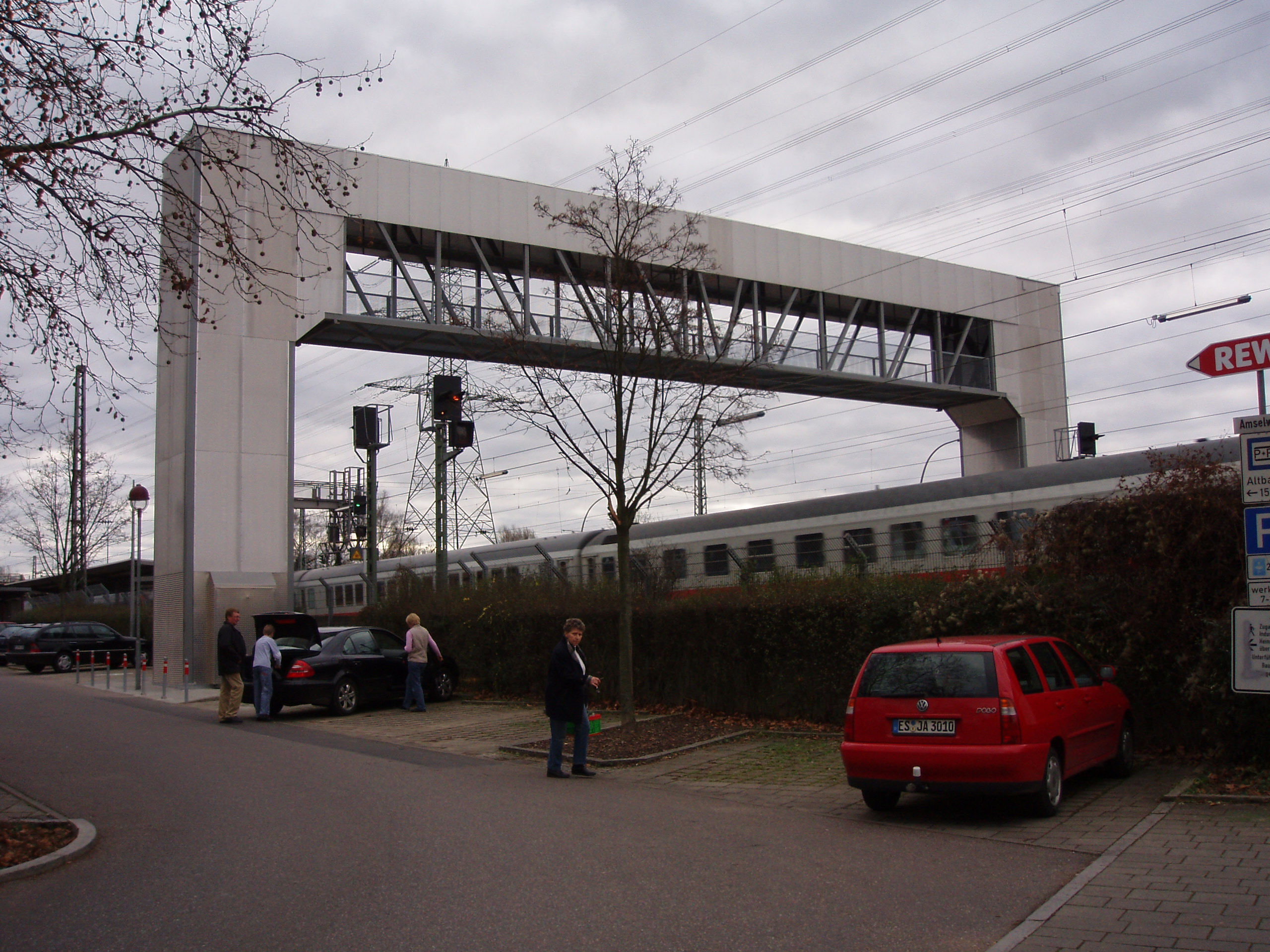
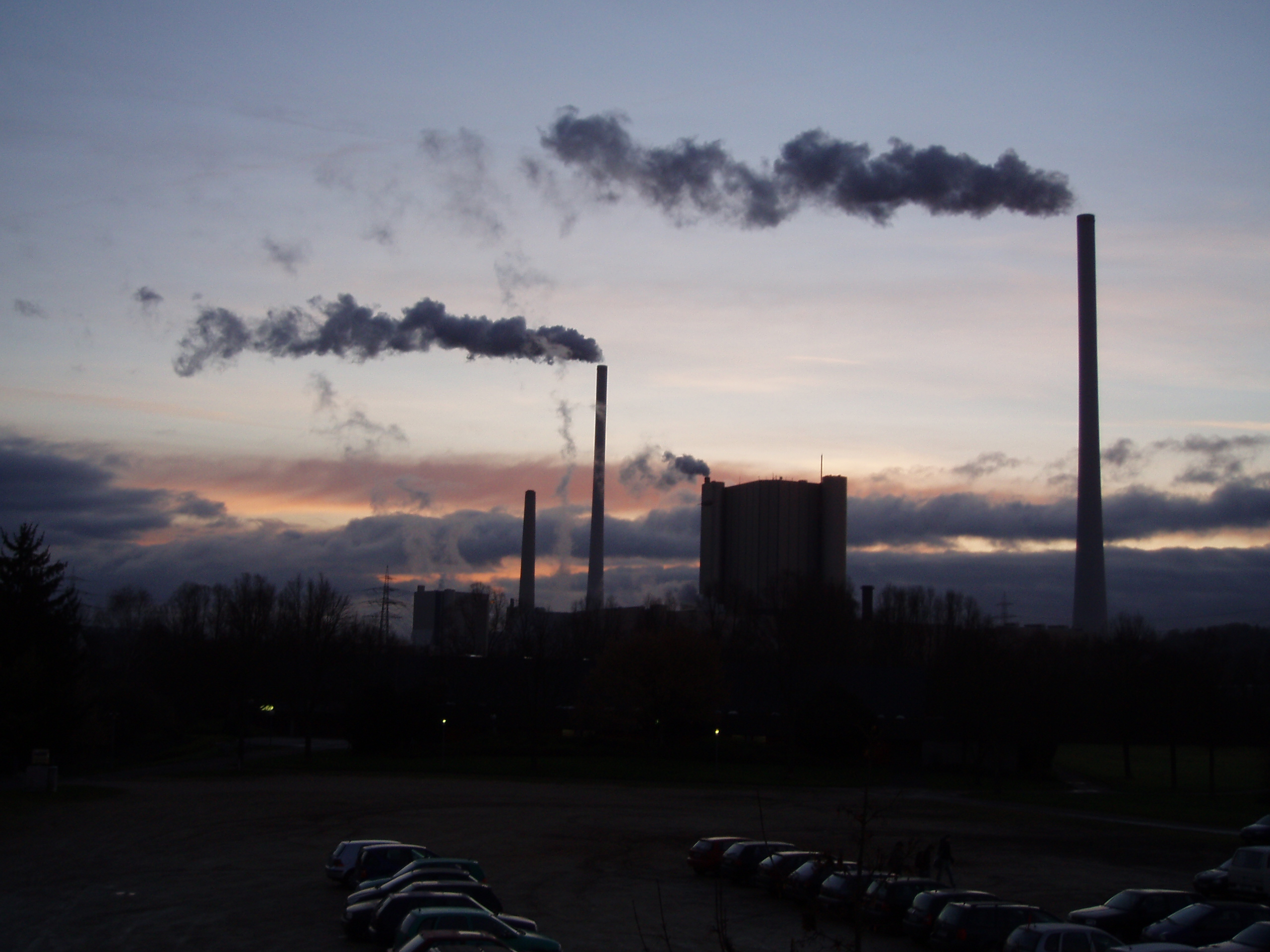
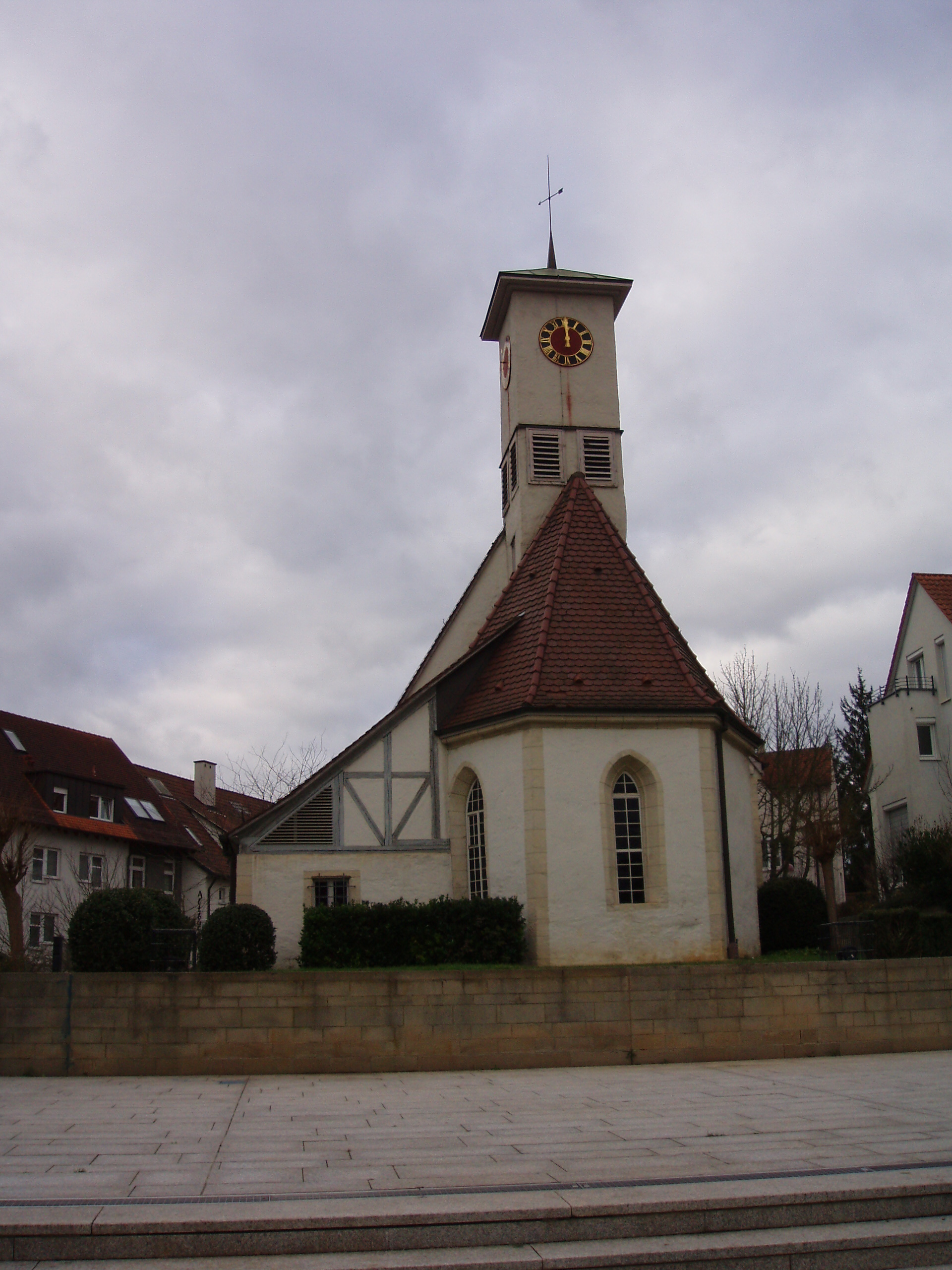